# Kožušany-Tážaly
Kožušany-Tážaly là một làng thuộc huyện Olomouc, vùng Olomoucký, Cộng hòa Séc.